# Maffia (spel)
Maffia (engelska Mafia, från ordet Maffia) är ett spel eller en sällskapslek som grundar sig på asymmetrisk information. Spelas ofta i grupper på cirka 4-20 personer i olika varianter. För att spela krävs det att man har en spelledare som är insatt i hur spelet fungerar som styr spelet.
Ett annat namn på spelet är varulv där maffiarollerna byts ut mot varulvar, men spelet fungerar på samma sätt.

## Regler
Maffia är ett konversations- och konfliktspel som kan spelas med en mängd variationer, men som i grunden spelas i en natt- och en dagfas och med bybor och maffia. Spelarna får olika roller av spelledaren, antingen slumpvis eller förutbestämt av spelledaren, men varje spelare får endast veta sin egen roll. Antalet maffiamedlemmar avrundas neråt om antalet spelare ej går att dela med fyra. Målet för maffian är att få majoritet i byn, så att det finns fler maffia än bybor. Målet för byborna är tvärt om att döda alla i maffian, så att det bara finns bybor kvar.
Under nattfasen "sover" (blundar) hela byn, alla spelare. Spelledaren "väcker" maffian och eventuellt de spelare som har speciella roller. Bara en roll är vaken samtidigt så att de olika spelarnas roller inte avslöjas. När maffian och specialrollerna har utfört sitt "jobb" väcker spelledaren hela byn, samtidigt meddelar spelledaren om något mord skett under natten, och vem som har dödats. Under dagen så ska alla spelare i byn diskutera och komma fram till en person de tror är maffia och som ska röstas ut ur spelet. För att ej bli utröstade måste maffian manipulera byborna till att rösta ut en bybo. När någon röstats ut är det återigen natt och maffian får chansen att döda en ny spelare. Det är vanligt att byborna till sin hjälp har ett antal specialroller, exempelvis en polis (som får undersöka om en annan spelare är ond eller god) och en läkare (som får skydda någon från mord). 

## Roller
Grunden i spelet är en spelledare som talar om när byn ska vakna/sova och som hjälper till under natten. Dessutom måste maffian och bybor finnas. Det finns sedan en stor variation av specialroller som kan öka spänningen i spelet men som inte krävs för att spelet ska kunna spelas. Dessa roller kan i olika kretsar ha olika namn, men nedan är de vanligaste benämningarna.

### Spelledare
Spelledaren blandar sig inte i spelet, men kallas i vissa fall Gud, och bestämmer innan spelet börjar vilka som blir maffiamedlemmar, får specialroller och blir vanliga medborgare. Det är spelledarens uppgift att styra upp spelet och meddela när det är natt- och dagfas, meddela maffian eller de olika specialrollerna när det är deras tur att utföra sin uppgift under natten, samt underrätta byn om vem som maffian valde att döda under natten.

### Grundläggande roller
- Maffia/Varulvar - Väljer en person att döda under natten. Ungefär 1/4 av spelarna ska vara maffia. Alla i maffian är vakna samtidigt och ska gemensamt välja en person att döda.
- Bybor/Oompa Loompas - Har ingen funktion under natten.

### Specialroller för bybornas räkning
- Polis/Sheriff - Får under natten undersöka om en spelare är god eller ond (maffia eller bybo)
- Läkare/Skyddsängel - Väljer en person som ska skyddas från mord under natten
- Kärlekspar/Tvillingar - Båda personer dör om en av dem dör
- Korvgubbe - delar ut en valfri korv till valfri person. Helt utöver vanliga spelet eller som en alternativ 'Tystare'.
- Siare/Detektiv - Kan under natten ta reda på en annan spelares roll
- Paranoid siare - Tror själv att hon är den riktiga siaren, men får alltid svaret maffia
- Vittne/Liten flicka - Får tjuvtitta under nattfasen, med risk för att bli upptäckt
- Borgmästare/Willy Wonka - Har 2 röster under omröstningarna på dagen. Kan väljas av spelarna under första dagen
- Tystaren/Kidnapparen/Munkavle/Tandläkaren/Rotfyllaren - Väljer en spelare som inte får prata under dagfasen
- Nekromant - Kan återuppväcka en utröstad eller dödad spelare
- Skottsäker/En jobbig jävel - Har två liv
- Självmordsbombaren - Personen kan när som helst under dagen välja att spränga sig själv och antingen en valfri person eller de som sitter bredvid, beroende på vilka regler gruppen använder
- Alkoholiserade långtradarföraren - Kör över någon under natten. Offret hamnar på sjukhus och kan räddas av läkaren nästa natt, i annat fall dör personen
- Rörmokare - Kan byta roller på två personer
- Alien - Om alien röstas ut under dagen har den vunnit, och spelet är slut. Om maffian dödar alien under natten händer inget
- Amor - Vaknar i spelets början och väljer ut två personer som bildar ett kärlekspar

### Ytterligare specialroller
- Seriemördare - Får döda en person under natten, är en "egen maffia" med målet att vinna. Måste ha något gemensamt mellan personerna den väljer att döda
- Ond bybo - En bybo som är på maffians "lag", och vill att de ska vinna

## Forumspel
Maffia spelas också i stor utsträckning på internet som play by forum. Det största engelskspråkiga communityn är mafiascum.net, och i Sverige finns ett aktivt community på www.rollspel.nu.